# École supérieure de mécanique de Marseille
 (mai 2023).
Si vous disposez d'ouvrages ou d'articles de référence ou si vous connaissez des sites web de qualité traitant du thème abordé ici, merci de compléter l'article en donnant les références utiles à sa vérifiabilité et en les liant à la section « Notes et références ».
L’École supérieure de mécanique de Marseille, ou ESM2, est une ancienne école d'ingénieurs française créée en 1991 à Marseille dans les locaux de l'Institut méditerranéen de technologie, au cœur du technopôle de Château-Gombert. 

## Historique
L'ESM2 formait des ingénieurs généralistes, en proposant un cursus respectant un équilibre mesuré entre des enseignements scientifiques et technologiques et ceux relatifs aux sciences humaines, économiques et sociales.
En 2003, l'école fusionne avec l'École nationale supérieure de physique de Marseille et l'École nationale supérieure de synthèses, procédés et ingénierie chimiques d'Aix-Marseille pour former l'École géneraliste d'ingénieurs de Marseille (EGIM) devenue depuis École centrale de Marseille.
La « dernière » remise des diplômes ESM2 a eu lieu en septembre 2005, deux années après le départ à la retraite de Robert Pelissier, ancien directeur et créateur de l'école.

### Les anciens projets de l'école
- L'ESM2 avait déposé auprès de la commission des titres d'ingénieur, un projet de modification structurelle importante, comportant deux volets :
  - un changement de nom sans changement de sigle
  - la création d'une nouvelle filière.

Il s'agissait de créer à partir de la seconde année de scolarité, sur un tronc commun réparti sur les trois ans, une nouvelle filière parallèle à l'actuelle filière de mécanique qui devrait être appelée : « Filière de modélisation mathématique ».
- L'idée est de former des ingénieurs capables dans les domaines les plus divers possibles :
  - de dialoguer avec des spécialistes des phénomènes à modéliser,
  - de construire les modèles en termes de problèmes mathématiques bien posés,
  - d'implémenter les modèles sur une machine avec des méthodes informatiques adaptées.
- L'école devait alors se nommer : « École supérieure de mécanique et de modélisation », sigle "ESM2", date souhaitée pour la mise en place de ce nouveau projet: septembre 1997.
- Un projet plus vaste, dit "école Z", qui s'est finalement traduit par la création de l'EGIM.